# Renæssancen
Denne side handler om den europæiske renæssance fra det 14. til det 17. århundrede. For den tidligere europæiske renæssance, se Tolvte århundredes renæssance.
Renæssancen (fra fransk: renaissance, genfødsel) er en periode, der i store træk dækker 1400-tallet og 1500-tallet. Renæssancen betragtes som broen mellem middelalderen og nyere tid (også kaldt ”den moderne tid”). Den begyndte som en kulturel bevægelse i Italien i den sene middelalder og bredte sig til hele Vesteuropa.
Ordet ”renæssance” stammer måske fra den italienske digter Petrarca (1304-1374). I alt fald bruges betegnelsen af den italienske maler og kunsthistoriker Giorgio Vasari (1511-1574). Betydningen ”genfødsel” refererer til forestillingen om, at den storhed i kulturen, der fandtes i antikkens Grækenland og Rom, blev genfødt i denne tid. ”Antikken” er betegnelsen for perioden fra ca. 750 f.Kr. til ca. 500 e.Kr. De lærde i renæssancen betragtede denne periode som en blomstrende tid for videnskab, filosofi, litteratur, kunst og politik. Samtidig så de perioden som en norm for alle områder af livet.
Perioden mellem antikken og renæssancen betragtede de som en periode, hvor kulturen gik tilbage. De gav perioden betegnelsen ”middelalderen” (”mellemalderen”). Med den betegnelse ville de udtrykke, at der var tale om en periode mellem to store perioder. Middelalderen var en parentes mellem antikkens storhed og renæssancens genfødte storhed. De lærde opfattede denne ”barbariske” tidsalder som ”den mørke middelalder”.

## Norditalien
Renæssancen begyndte i Norditalien, i byerne Venedig, Genova, og Firenze. De norditalienske bystater var i denne periode førende inden for handel og bankvirksomhed. De driftige handelsfolk og bankfolk kunne tage sagerne i deres egen hånd. De kunne se, at de havde indflydelse, og at de kunne ændre verden. Der begyndte at komme en selvstændighedstrang og en individualitet.
Under renæssancen gik penge og kunst hånd i hånd. Kunstnerne var helt afhængige af lånerne, mens lånerne havde brug for penge til at fremme kunstnerisk talent. Rigdom kom til Norditalien i 1300-tallet, 1400-tallet og 1500-tallet ved at man udvidede handelen til Asien og Europa. Sølvminedrift i Tyrol øgede også pengestrømmen. Luksus fra den muslimske verden, der var bragt hjem under korstogene, øgede velstanden i Genova og Venedig. Når rigdommen steg, blev der skabt mere handel. Importen kom oftest fra de nordeuropæiske lande, men der blev også importeret varer fra de mellemøstlige lande, såsom krydderier.
Den øgede handel medførte vækst i byerne. Virksomheder opstod og skabte arbejdspladser. I takt med, at byerne blev større, blev de centrum for al aktiviteten i bystaterne. Alt det gav grobund for nye tanker og ideer.
Firenzes rige overklasse var begejstret for nye ideer og støttede de mange kunstnere og humanister i byen. Fremtiden skulle bygges på idealer fra det antikke Grækenland og Rom - idealer der langsomt ville føre mennesket bort fra det traditionelle kirkeligt bestemte verdensbillede og frem mod en verden, hvor mennesket var mere i centrum.

## Renæssancehumanismen
I 1400-tallets Italien opstod en kulturel bevægelse, som vi i dag kalder renæssancehumanismen. Bevægelsen, der i løbet af de efterfølgende århundreder bredte sig til Vesteuropa, anså antikken for at være et forbillede for kultur, dannelse og moral. Med stor interesse læste man værker af de græske naturvidenskabsmænd Euklid (ca. 325 f.Kr. - 265 f.Kr.), Arkimedes (ca. 287 f.Kr. – 212 f.Kr.) og Aristarchos (310 f.Kr. – 230 f.Kr.) samt værker af filosofferne Platon (428 f.Kr. – 347 f.Kr.) og Aristoteles (384 f.Kr. – 322 f.Kr.). Værkerne handlede om menneskets forhold til fornuft, visdom og de politiske institutioner. Det var emner, der inspirerede renæssancemennesket til at opbygge et andet menneskesyn end det, der havde været fremherskende i middelalderen.
Nu skulle antikkens storhed genfødes i den nye tid. Lærde og kunstnere var overbeviste om, at de levede i en tidsalder, der ville blive mere strålende end nogensinde. Som en følge heraf ændredes synet på autoriteter. For eksempel kritiserede Martin Luther den katolske kirkes handel med afladsbreve, hvilket blev startskuddet på reformationen. Folk var stadig kristne og troede på Gud, men kirken var ikke længere en enerådende autoritet. Mennesket i sig selv fik mere autoritet.
Renæssancehumanisterne ønskede at få direkte adgang til antikken i en oprindelig og uforfalsket form. De ville vende tilbage til de autentiske gamle kilder. Deres slagord var "Til kilderne" (på latin: "Ad fontes"). Der foregik således et omfattende studium af de antikke forfattere på originalsprogene græsk og latin. Samtidig kom der oversættelser af de antikke forfattere, således at kendskabet til antikken blev udbredt til den brede befolkning – godt hjulpet af den nyopfundne bogtrykkerkunst, som gjorde bøger meget billigere at købe.
En vigtig person i denne sammenhæng var den hollandske teolog og filolog Erasmus af Rotterdam (1466-1536). Hans største bedrift var hans Novum Testamentum (Det Nye Testamente) fra 1516. Det var en revideret udgave af Det Nye Testamente på dens oprindelige sprog (græsk) samt en oversættelse til latin. Der var to kolonner i hans tekst: til venstre den græske tekst, til højre den latinske tekst.
I forordet opfordrede Erasmus forskere til at oversætte Bibelen til alle sprog og for alle mennesker, præster og lægfolk, håndværkere og bønder. Novum Testamentum blev brugt som grundlag for flere oversættelser til folkesprogene. Den blev således brugt af Luther som kildetekst til hans oversættelse af Bibelen til tysk (i årene 1521-1534). Den blev også brugt til oversættelsen til engelsk af oversætterne af King James-Bibelen (udgivet i 1611). Med oversættelserne skete der en ”demokratisering” af viden.
Renæssancehumanismen kan opsummeres i sætningen "Mennesket i centrum". Man begyndte at interessere sig for menneskelige forhold, såsom historie, sprog og litteratur (humaniora). En ofte citeret sætning var ”Mennesket er altings mål”, som stammer fra den antikke græske filosof Protagoras (ca. 481 f.Kr. – 411 f.Kr.). Det vil sige: Alting skal måles på mennesket.
Der kom således en interesse for mennesket for dets egen skyld. Mennesket blev ikke længere set som underordnet Guds plan, med en bestemt natur og med en fast bestemmelse for sit liv. Mennesket er ganske vist skabt af Gud, men det er skabt med en frihed, og det har mange muligheder i sig, sagde renæssancefilosofferne. Et eksempel på denne tankegang ses hos den italienske filosof Pico della Mirandola. I sit skrift Tale om menneskets værdighed (1486) siger han, at Gud skabte mennesket
”… som et værk af ubestemt natur, satte det midt i verden og talte således: Vi har hverken givet dig en bestemt plads, en speciel skikkelse eller en særlig funktion, Adam, for at du efter dit eget ønske og din egen beslutning kan opnå og besidde den plads, den skikkelse og den funktion, du selv måtte ønske.” 

## Kunsten
I renæssancen fandt man ud af, at mennesket kan selv. Der vågnede en skabertrang, og der skete en rivende udvikling i kunsten, ikke mindst i Italien. De italienske kunstnere Leonardo da Vinci, Michelangelo, Rafael, Tizian og Bramante skabte værker, der var præget af den harmoni, storhed og ro, der var renæssancekunstens kendetegn.
Ligesom i antikken begyndte kunstnerne at studere det menneskelige legeme. Hvor man i middelalderen tildækkede kroppen, blev kroppens former nu tydelige. Ja, ofte blev mennesket fremstillet helt uden tøj på. Kroppen blev malet som den så ud.
Et eksempel på den kunstneriske udvikling var, at man opdagede reglerne for korrekt perspektivisk afbildning (omkring 1420). Perspektivteknikken kan iagttages i Rafaels berømte maleri Skolen i Athen (1511). Her ses det, at perspektivlinjerne mødes i ét punkt - forsvindingspunktet - som ligger midt imellem de to mænd i midten (Platon og Aristoteles).
Perspektivet betød, at billederne fik dybde. Jo længere tingene var væk, jo mindre blev de. Det betød igen, at billederne blev mere realistiske. De kom til at ligne tingene som de så ud i virkeligheden. Malerne gengav motiverne som øjet så dem.
Skolen i Athen er endvidere bemærkelsesværdig på den måde, at de vandrette linjer (som peger hen på det menneskelige, det jordiske) dominerer, I middelalderen var det i højere grad de lodrette linjer (som peger hen på det guddommelige, det himmelske), der dominerede.
Også arkitekturen var præget af vandrette linjer. De rige fyrster og købmænd byggede store paladser for sig selv (ikke for Gud). Herved demonstrerede de deres magt og formåen, og de skammede sig ikke over det. Når man før den tid byggede store bygninger, var det med et religiøst formål (f.eks. middelalderens gotiske katedraler, der var præget af lodrette linjer, der pegede hen på Guds storhed).
I lighed med filosofferne hentede også arkitekterne inspiration fra antikken. Et centralt skrift fra antikken var De architectura (skrevet ca. 35 f.Kr., genfundet i 1414) , skrevet af den romerske arkitekt og ingeniør Vitruv (ca. 75 f.Kr. – 25 f.Kr.). Skriftet blev til stor inspiration for arkitekterne i renæssancen. Et eksempel var Filippo Brunelleschi, (1377-1446), der anses for at være en grundlægger af renæssancearkitekturen. Brunelleschi studerede De architectura, og samtidig studerede han bygninger og ruiner fra antikken. Ved at studere Pantheonbygningen i Rom fandt han ud af, hvordan han kunne bygge den største selvbærende kuppel, verden endnu havde set, nemlig kuplen på domkirken i Firenze.

## Opdagelsesrejserne
I renæssancen var der en nysgerrighed og en lyst til at udforske verden. Det gav sig blandt andet udslag i opdagelsesrejserne. Columbus (gen)opdagede Amerika i 1492, Vasco da Gama fandt søvejen til Indien i 1498, og Magellan foretog den første jordomsejling i årene 1519-1522. Verden blev større, og horisonten udvidede sig.

## Naturvidenskaben
Trangen til at udforske verden gav sig også udslag i naturvidenskaben. Man fik en åbenhed over for, at naturen kunne være anderledes indrettet end de gamle autoriteter (Bibelen, Aristoteles) sagde. Den polske astronom Nicolaus Kopernikus (1473-1543) studerede den gamle græske naturvidenskab og fandt hos den græske astronom Aristarchos (310 f.Kr. - ca. 230 f.Kr.) et holdepunkt for sin ide om, at Jorden drejer rundt om solen – at solen ikke drejer rundt om Jorden, som man hidtil havde ment. Dermed afviste han det ptolemæiske verdensbillede, der havde Jorden i centrum, mens solen og planeterne drejer i cirkler rundt om den.
Kirkens autoritet kom herved i fare, for kirken havde bundet sig til det ptolemæiske verdensbillede, og nu var der pludselig et alternativ til det verdensbillede. Mange indså, at virkeligheden kan være anderledes end man umiddelbart opfatter den. De indså også, at der kunne sås tvivl om kirkens lære.
Fysikeren og astronomen Galileo Galilei (1564-1642) tilsluttede sig Kopernikus´ verdensbillede, men blev af den katolske kirkes inkvisition tvunget til at afsværge den (i 1633). Galilei betragtes som grundlæggeren af den naturvidenskabelige metode, som indebærer, at videnskabelige hypoteser skal afprøves ved eksperimenter, observationer og målinger. Man skal ikke bare slå svaret op i en bog, f.eks. Bibelen eller et af Aristoteles´ skrifter.
Leonardo da Vinci (1452-1519) var et typisk renæssancemenneske, dvs. et menneske der har vidtfavnende interesser og arbejdsområder. Han var maler (malede Mona Lisa), billedhugger, arkitekt, ingeniør, opfinder, astronom og botaniker. Han ejede renæssancens nysgerrighed og videbegær. Hans tegning Den vitruvianske mand (ca. 1490) er berømt. Tegningen viser igen indflydelsen fra antikken. Baseret på specifikationerne fra Vitruvius´ De architectura ville Leonardo tegne den perfekt proportionerede mand.
Tegningen gengiver menneskekroppen, som er skabt i Guds billede, og som kan indskrives i en cirkel og et kvadrat. Figuren er fuldendt harmonisk. Billedet er et eksempel på den trang til viden, der lå i perioden. Man kunne ikke længere nøjes med tro. Man kunne heller ikke nøjes med den viden, som kirken kunne levere. Man ville selv undersøge sagen.
I det hele taget var renæssancens humanistiske tænkning en faktor bag den naturvidenskabelige revolution i 1500-tallet og 1600-tallet, markeret ved navne som Kopernikus, Kepler, Galilei og Newton. Samtidig blev der rejst krav om, at naturvidenskaben skulle være til nytte for mennesket. Den engelske filosof Francis Bacon (1561-1626) understregede, at naturvidenskabens indsigt i naturens love skal bruges til gavn for mennesket. Naturen skal beherskes for at tjene mennesket og forbedre menneskelivet. Viden er magt, sagde Bacon: ”Menneskets viden og magt er synonyme.”  I kraft af viden om naturen får mennesket magt over den og kan bruge den i sin tjeneste.

## Renæssancen og middelalderen
Forholdet mellem renæssancen og middelalderen har været genstand for en del diskussion. Diskussionen er dels gået på, hvornår middelalderen sluttede og renæssancen begyndte; dels på, om middelalderen i virkeligheden var så tilbagestående i forhold til renæssancen, som det er blevet hævdet, blandt andet af den schweiziske kulturhistoriker Jacob Burckhardt, der beskrev middelalderen som en nedgangstid i forhold til både antikken og renæssancen. Heroverfor er det blevet fremhævet, at også middelalderen stod for store nybrud, blandt andet inden for teknologi og litteratur.
Ind i denne diskussion blander sig diskussionen om, hvorvidt andre perioder end renæssancen kan beskrives som en ”renæssance”. Således er det i nyere historieforskning blevet almindeligt at tale om det tolvte århundredes renæssance, fordi man netop i dette århundrede så med helt nye øjne på antikkens litteratur. Derved adskilte århundredet sig i høj grad fra den foregående tid. Desuden var århundredet også præget af en række nybrud inden for teknologi (bl.a. de gotiske katedraler) og filosofi (bl.a. skolastikken).
Den første, som betegnede det tolvte århundrede som en renæssance, var den amerikanske historiker Charles H. Haskins i 1920’erne. Det skete som en bevidst kritik af Jacob Burckhardts beskrivelse af middelalderen som en nedgangstid.
Generelt må det siges, at grænsen mellem middelalderen og renæssancen er uklar, og at de to perioder overlapper hinanden.